# Фокстер'єр (гладкошерстий)
Фокстер'єр (гладкошерстий) (англ., фр., нім., ісп. Fox terrier (smooth) єдина уніфікована назва породи багатьма мовами) — порода мисливських собак. Вперше даний вид собак був виведений у другій половині XIX століття, в Ірландії (за деякими даними в 1-й половині XIX ст.), яка тоді входила до складу Британської імперії.
Фокстер'єри діляться на гладкошерстих та жорсткошерстих. Обидва види собак були виведені спеціально для полювання на лисиць, проте гладкошерсті фокстер'єри цінувалися набагато більше, бо не забруднювали шерсть. Хоча вже на початку ХХ століття (в 1920-их роках) улюбленцем став жорсткошерстий фокстер'єр.
В США гладкошерсті та жорсткошерсті фокстер'єри називаються просто фокстер'єрами. Це можна зрозуміти, бо обидві породи собак відрізняються одна від одної лише довжиною шерсті та фактурою.

## Історія породи
Гладкошерстий фокстер'єр був виведений шляхом схрещення гладкошерстих чорних тер'єрів, грейхаундів, бульдогів та біглів.
Порода вперше була представлена на національній виставці собак в Бірмінгемі 1862 року. Фокстер'єри були визнані Американським клубом собаківництва у 1885 році, а рівно через сто років потому гладкошерстий фокстер'єр був визнаний окремою породою.

## Зовнішній вигляд
Собака має сильний кістяк, мускулатуру. Голова непропорційно довга, довжиною близько від 17 до 18 см. Морда клиноподібна, щелепи достатньо сильні. Очі темного кольору, круглі та глибоко посаджені. Лапи тварини невеликі. Забарвлення гладкошерстого тер'єра буває або білим, або плямистим. Шерсть собаки жорстка, щільно прилягає до тіла. Волосся на голові та кінцівках коротке, а на шиї та тулубі довше (2-3 см).

## Характер
Характер тварини живий та веселий, надзвичайно допитливий. Фокс тер'єри полюбляють прогулянки, їм потрібно щодня близько 30 - 45 хвилин інтенсивних тренувань. Вони пильні, мають надзвичайно гарну реакцію, безстрашні перед загрозою. Водночас собака віддана хазяїну, товариська, але може бути й вразлива. Будьте готові до того, що фокстер’єри пронизливо і багато гавкають. Також можуть виникнути труднощі з вихованням, бо нерідко фокстер'єри з упертим характером.

## Галерея

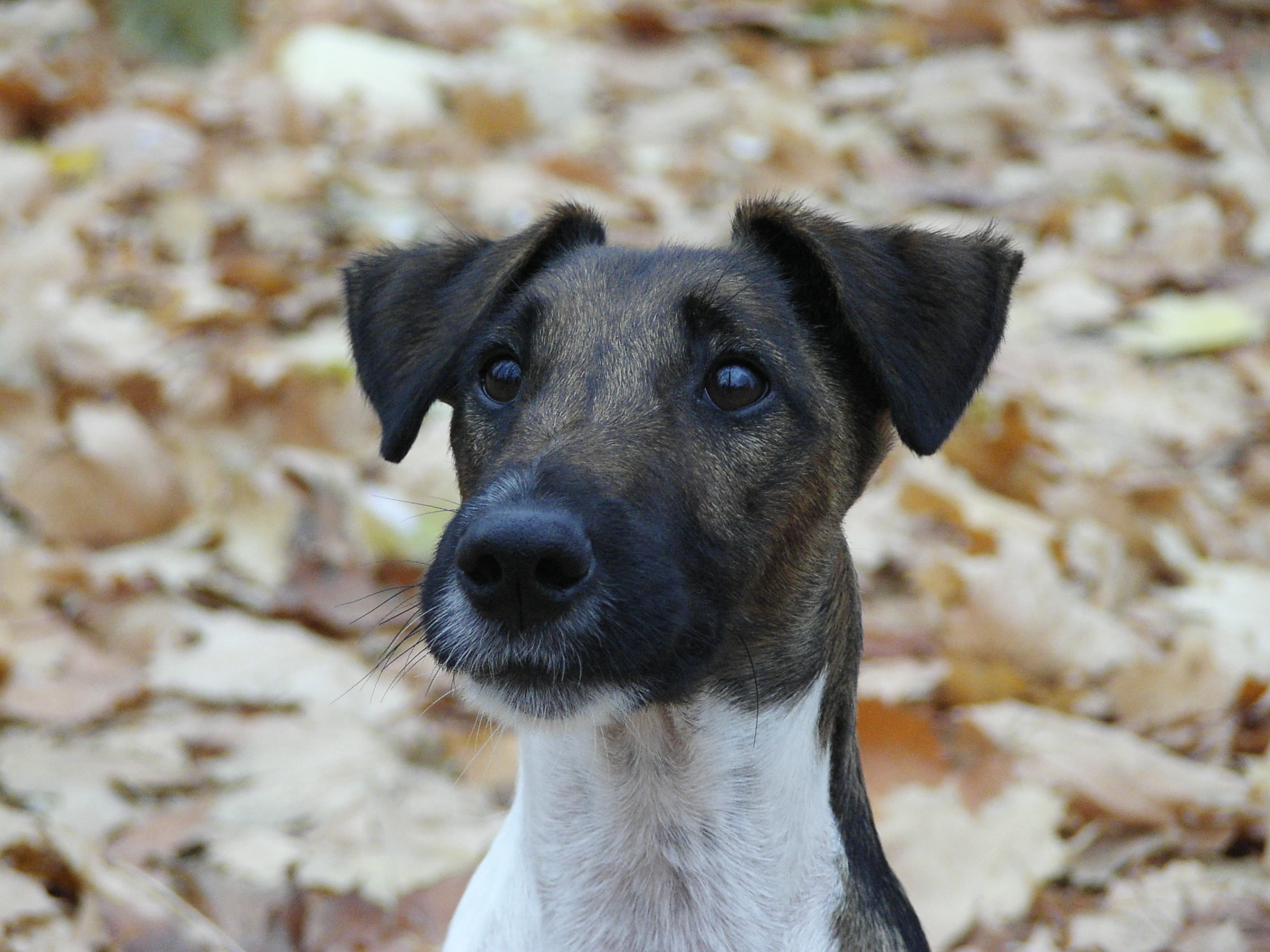
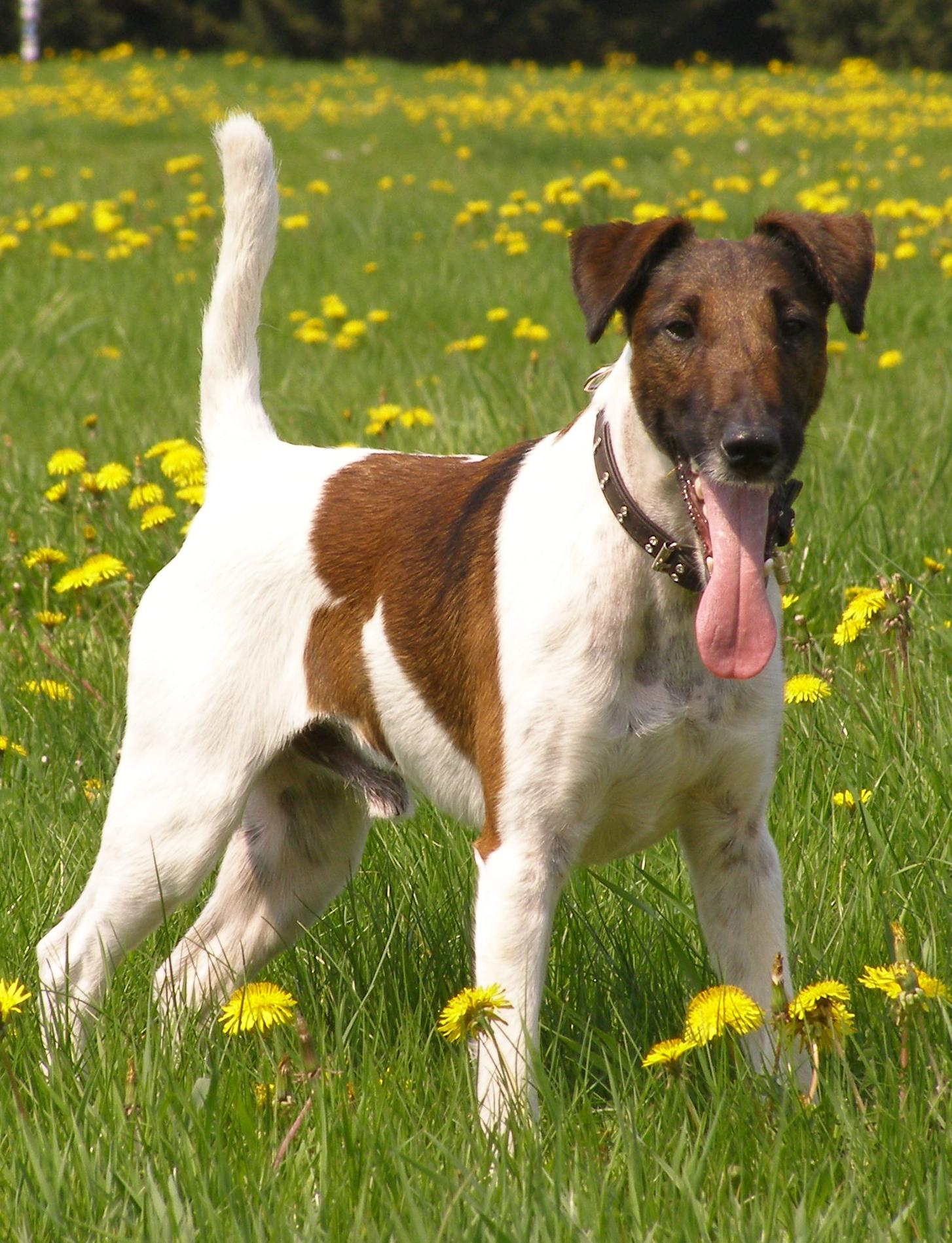
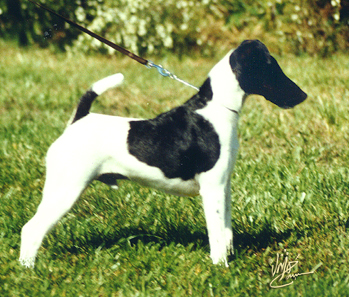
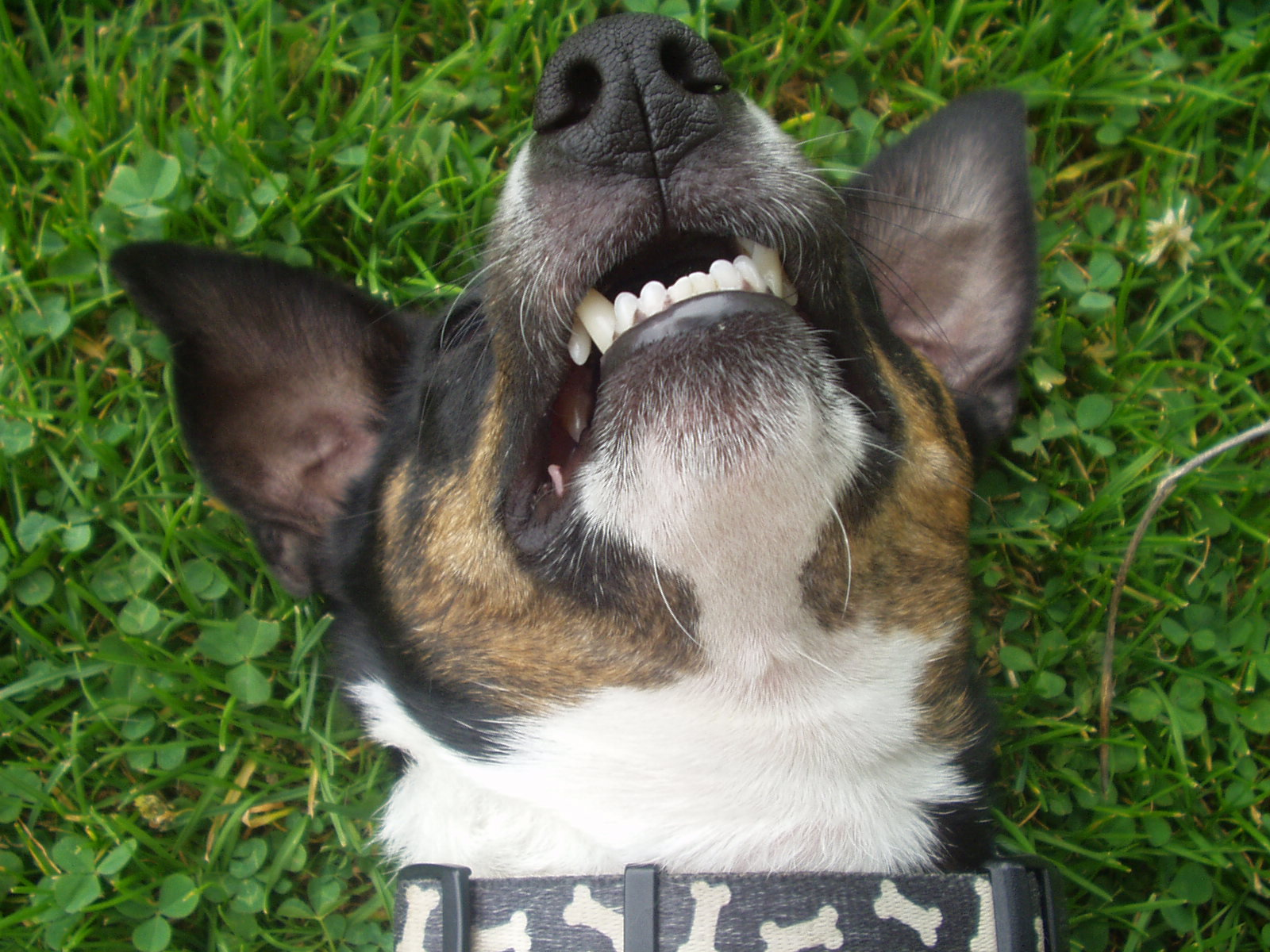